# Mistrzostwa Świata w Podnoszeniu Ciężarów 1906
9. Mistrzostwa Świata w Podnoszeniu Ciężarów, które odbyły się we francuskim mieście Lille, 18 marca 1906. Udział wzięło 33 sportowców. Tabelę medalową zdominowali gospodarze mistrzostw, którzy na 12 wszystkich medali, zdobyli aż 8 krążków.

## Medaliści
| Kategoria:           | Złoto:                | Srebro:       | Brąz:           |
| Waga piórkowa -60 kg | Daniel de Lapalud     | Joseph Staen  | Charles Cellier |
| Waga lekka -70 kg    | Georges Lorthiois     | Pierre Slosse | Arthur Fessler  |
| Waga średnia -80 kg  | Albert Deroubaix      | Louis Vasseur | Gustave Lacroix |
| Waga ciężka +80 kg   | Heinrich Schneidereit | Émile Besson  | Gustave Falleur |

## Tabela medalowa
| Poz.    | Państwo              |   |   |   | Łącznie |
| ------- | -------------------- | - | - | - | ------- |
| 1       | Francja              | 2 | 3 | 3 | 8       |
| 2       | Szwajcaria           | 1 | 1 | 1 | 3       |
| 3       | Cesarstwo Niemieckie | 1 | 0 | 0 | 1       |
| Łącznie | Łącznie              | 4 | 4 | 4 | 12      |